# Brahmanipura, Channapatna
Brahmanipura là một làng thuộc tehsil Channapatna, huyện Ramanagara, bang Karnataka, Ấn Độ.